# Dodo zu Innhausen und Knyphausen
 (août 2017).
Si vous disposez d'ouvrages ou d'articles de référence ou si vous connaissez des sites web de qualité traitant du thème abordé ici, merci de compléter l'article en donnant les références utiles à sa vérifiabilité et en les liant à la section « Notes et références ».
Dodo zu Innhausen und Knyphausen (né le 2 juillet 1583 – mort le 11 janvier 1636) était un soldat allemand qui doit son renom à ses nombreuses participations à la guerre de Trente Ans. Il reçut le titre de Feldmarschall pour son service sous les ordres suédois en 1633.

## Biographie
Il naît à Lütetsburg, en Frise orientale. Il fait ses premières armes dans l'armée néerlandaise de Maurice de Nassau, accédant au rang de capitaine en 1603. Il sert ensuite la Ligue hanséatique puis l'Union protestante. Au cours des années 1620, il a l'infortune de servir pour le camp protestant, lequel subit défaite sur défaite. Il assiste ainsi à leurs défaites lors des batailles de Höchst et de Stadtlohn. Au terme de ce dernier affrontement il fut accusé de trahison et condamné à la peine de mort, mais fut finalement disculpé.
Il combattit auprès d'Ernst von Mansfeld à la bataille de Dessau en 1626, où il fut capturé. Durant le siège de La Rochelle, en 1628, il rallia les rangs des Britanniques et leva des troupes au cours de l'ultime tentative avortée de se débarrasser du bastion huguenot.

### Au service de la Suède
Knyphausen entra au service de la Couronne de Suède en 1630 en dirigeant plusieurs régiments allemands sous ses ordres. En remerciement de ses années d'expérience, il reçut les honneurs du roi Gustave II Adolphe, et fut assigné aux tâches les plus complexes, comme la défense de Neubrandenbourg en 1631 (où il fut capturé par les forces de Johann Tserclaes, comte de Tilly) et commanda en 1632 la plus importante base arrière suédoise située à Nuremberg.
Lors de la bataille de Lützen au cours de laquelle le roi Gustave Adolphe fut tué, Knyphausen, ayant dorénavant accédé au rang de général de division, était le troisième dirigeant de l'armée suédoise et le responsable de deuxième ligne de réserve. Au plus haut de la bataille, alors que la débâcle gagne les troupes suédoises, il contribua au rassemblement des corps dans les deux heures qui suivirent.
En janvier 1633, pour le remercier de sa bravoure à Lützen, il fut nommé field marshal et commandant en chef des forces suédoises opérant en Basse-Saxe, point stratégique des opérations militaires suédoises dans le Sud de l'Allemagne. Avec ces titres, il participa à la victorieuse bataille d'Oldendorf en 1633. L'année suivante, il participa au siège de Hildesheim où les forces suédoises subirent une défaite.
Il mourut en 1636 au cours de la bataille d'Haselünne.
Un lointain descendant, Edzard zu Innhausen und Knyphausen (1827–1908) fut un politicien reconnu.